# Eunicella palma
Eunicella palma is een zachte koraalsoort uit de familie Gorgoniidae. De koraalsoort komt uit het geslacht Eunicella. Eunicella palma werd voor het eerst wetenschappelijk beschreven door Esper. 